# Eliasfriedhof

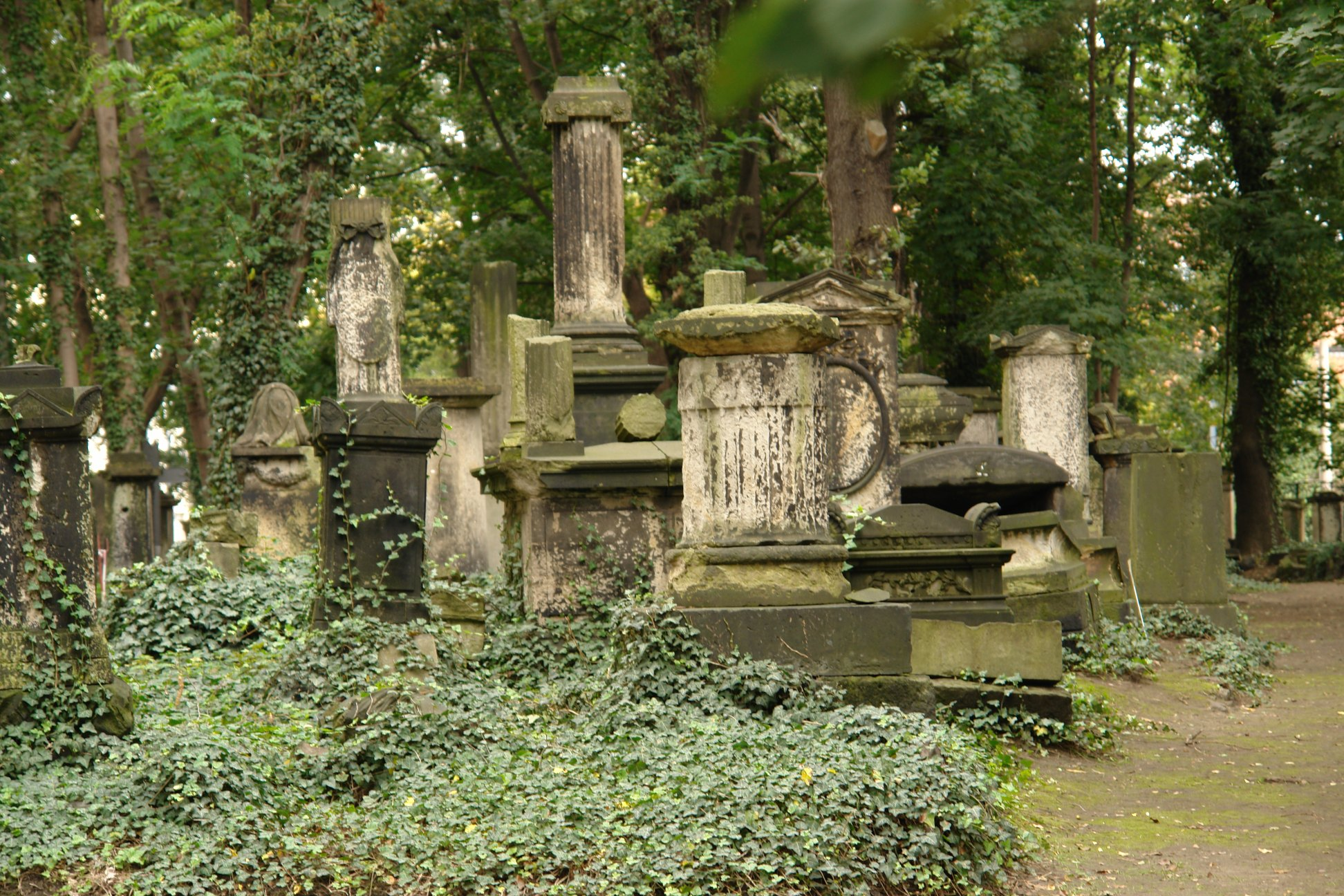
Eliasfriedhof

Der Eliasfriedhof in Dresden gilt als kulturhistorisch bedeutendster Friedhof der Stadt. Die seit 1876 stillgelegte und seit 1924 aus verkehrs- und sicherheitspolizeilichen Gründen geschlossene Begräbnisstätte in der Pirnaischen Vorstadt steht unter Denkmalschutz. Der 13.162 m² große Friedhof wurde auf Grund seiner besonderen Bedeutung im Jahr 2015 in das Förderprogramm „National wertvolle Kulturdenkmäler“ der Bundesregierung aufgenommen.

## Geschichte

### Anfänge als Pest- und Armenfriedhof

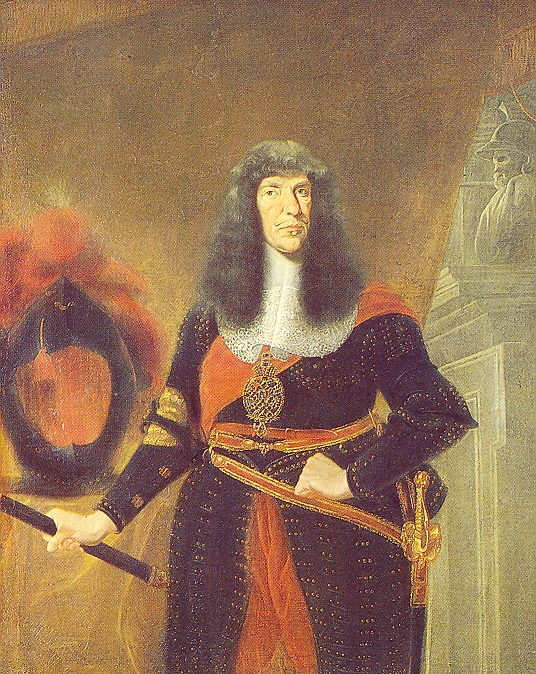
Johann Georg II. befahl 1680 die Anlage des Pestfriedhofs

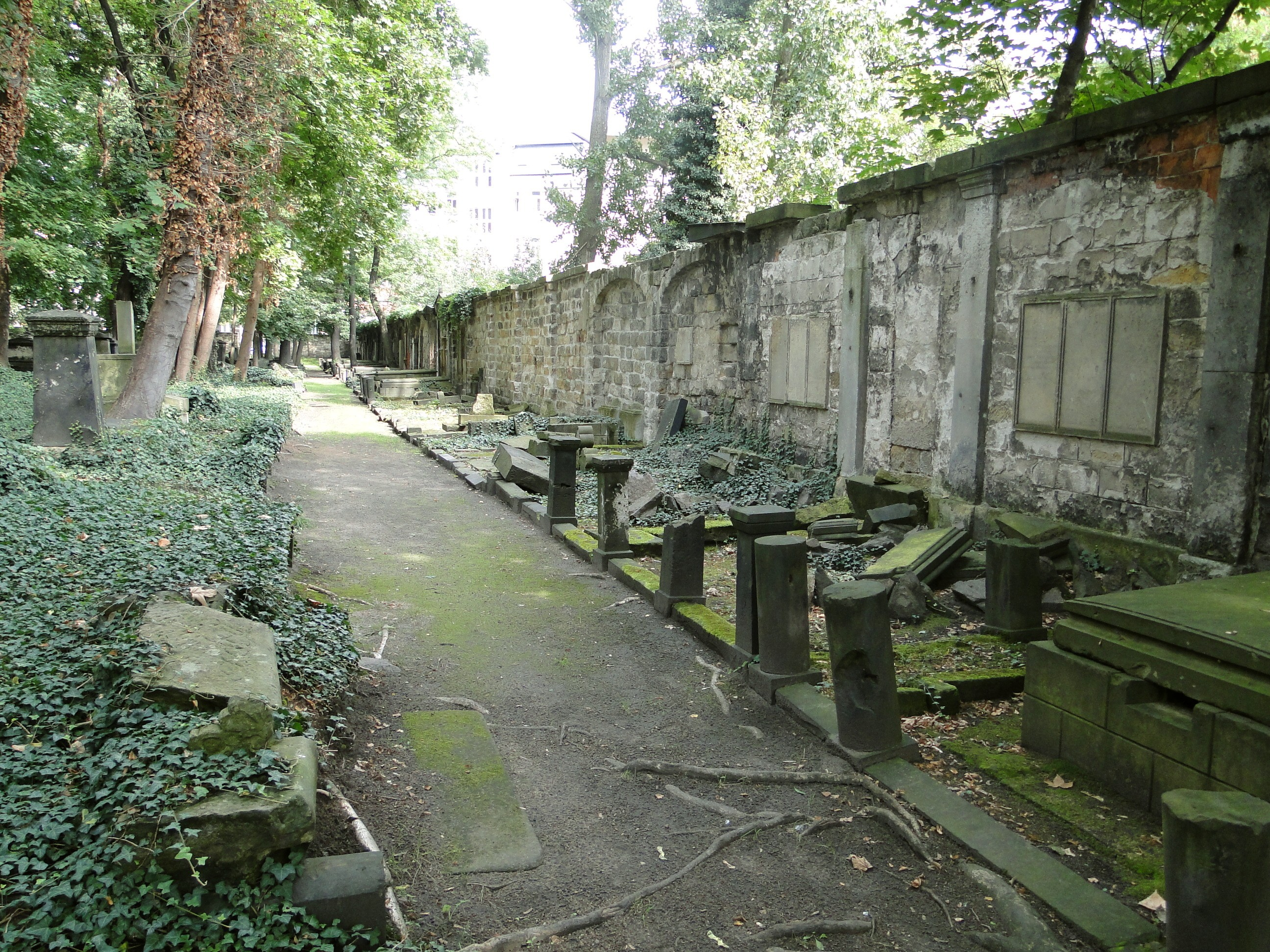
Verfallene Schwibbogengrüfte an der Südmauer

Im Jahr 1680 wurde die Pest, die bereits zwei Jahre zuvor in Wien ausgebrochen war, nach Dresden eingeschleppt. Innerhalb weniger Monate starben mehr als 5000 Menschen – ein Drittel der gesamten Bevölkerung der Stadt – infolge der Pest. Dresden hatte zu dem Zeitpunkt nur wenige Begräbnisstätten: Der Frauenkirchhof und der Friedhof am Bartholomäus-Hospital waren bereits im 16. Jahrhundert zu klein geworden. Der daraufhin angelegte und 1680 aufgrund der Pest erweiterte Johanniskirchhof vor dem Pirnaischen Tor allein konnte die Toten der Epidemie nicht fassen. Aus Angst vor Ansteckung der Bevölkerung durch die Toten ordnete der wenig später selbst an der Pest erkrankte Kurfürst Johann Georg II. 1680 an, einen als Notfriedhof konzipierten Pestfriedhof außerhalb der Stadt anzulegen. Die Kosten für den Grunderwerb und die Einrichtung desselben sollten aus dem „Gotteskasten“ – einer Sammelbüchse für milde Gaben – bestritten werden. Am 10. Juli 1680 wurde das Bauland vor dem Ziegeltor, „hinter den Lehmgruben und Ziegelbrennereien gelegen“, vom Bürgermeister Viegner (nach anderen Quellen Wiegner) an den Rat zu Dresden verkauft und innerhalb kürzester Zeit der Friedhof auf offenem Feld angelegt.
Nach Abklingen der Seuche wurde das Gelände in den folgenden Jahren als Armenfriedhof genutzt. Die Toten durften kostenfrei durch deren Angehörige selbst beerdigt werden. Auch Ortsfremde, „Selbstmörder, Hingerichtete und Ungetaufte“ fanden auf dem „Pestilenzkirchhof“ ihre letzte Ruhestätte. Das Grundstück bestand zu dem Zeitpunkt aus einer unregelmäßigen Fläche, über dessen Aussehen und Gestaltung nichts bekannt ist. Es scheint weder eine Friedhofsmauer noch eine Kapelle gegeben zu haben. Die vermögenden Bürger Dresdens ließen sich auf dem Frauenkirchhof oder dem Johanniskirchhof beisetzen. Oft besaßen reiche Familien dort eigene offene Gruftanlagen, deren Belegungsrecht an die nachkommenden Generationen vererbt wurde. Adelige Einwohner der Stadt konnten zudem innerhalb von Kirchengebäuden, wie der alten Frauenkirche oder der Sophienkirche, bestattet werden.

### Friedhof der hohen Stände im 18. und 19. Jahrhundert

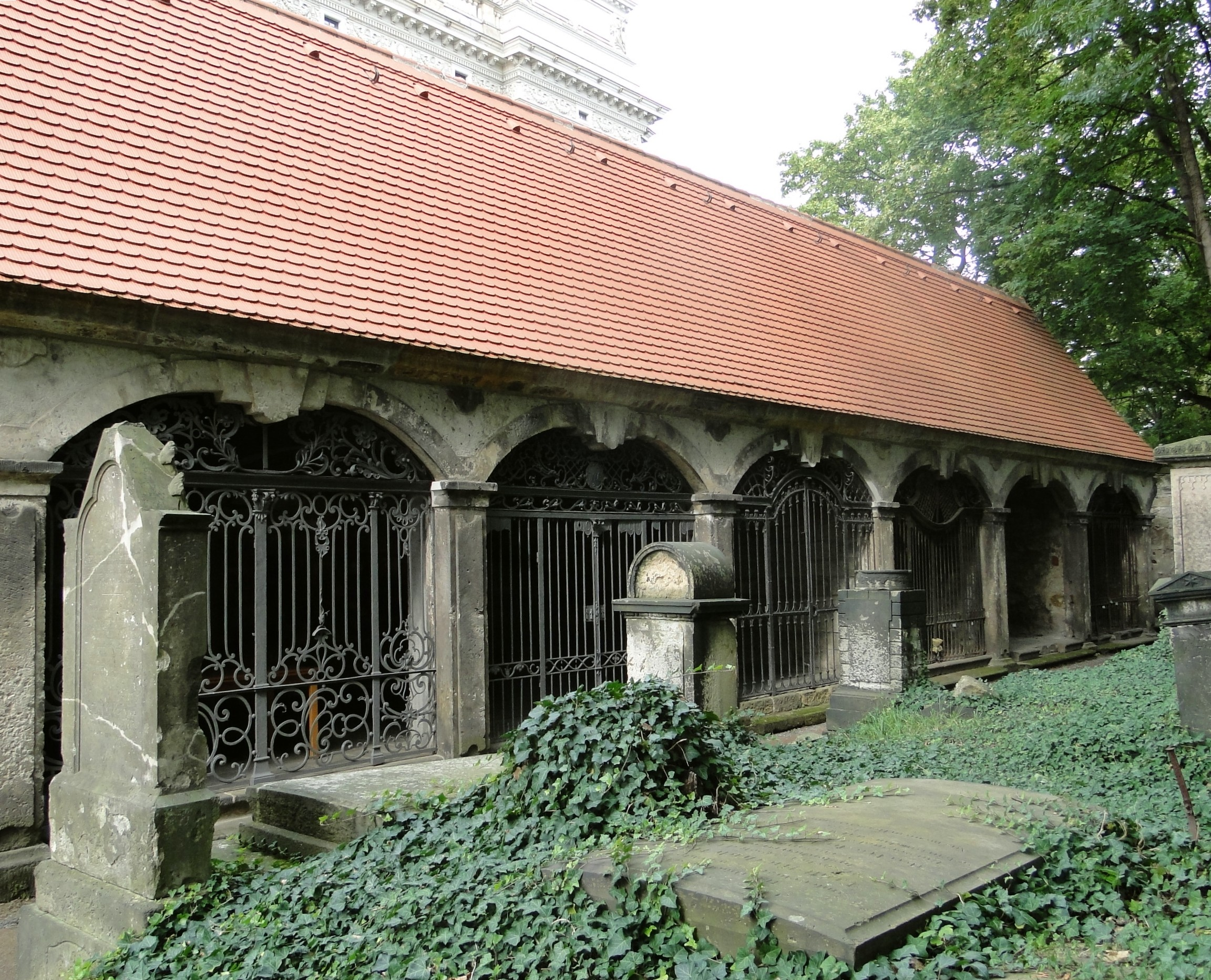
Restaurierte Grufthäuser von George Bähr an der Nordseite des Eliasfriedhofs

Im Jahr 1721 wurde der Johanniskirchhof ein letztes Mal erweitert. Drei Jahre später wurde der bereits 1714 geschlossene Frauenkirchhof auf Beschluss des Rats der Stadt Dresden säkularisiert, um an seiner Stelle die neue Frauenkirche zu erbauen. Als neuer Friedhof für die höheren Stände wurde der Eliasfriedhof gewählt, da der Johannisfriedhof nicht mehr vergrößert werden konnte. Um die neue Funktion als moderne Bestattungsanlage erfüllen zu können, waren umfassende Umbauten nötig, die vom Rat der Stadt beschlossen wurden. Das Friedhofsareal wurde in westlicher Richtung um 4000 Quadratmeter erweitert, das Gelände durch ein Wegenetz gegliedert und von einer Mauer umzogen. Planung und Bauausführung lagen dabei in den Händen von George Bähr und Johann Gottfried Fehre. Valentin Ernst Löscher setzte bei Kurfürst Friedrich August I. das Gruftrecht für den Friedhof durch, sodass Bähr von Mai bis Juli 1723 Gruftbauten mit Schwibbogenfront an der Friedhofsmauer errichten konnte. Es entstanden insgesamt 41 Grufthäuser an der West- und Nordmauer, an die sich an der Ost- und Südmauer nicht überbaute Grüfte anschlossen. Während Grüfte traditionell bereits auf älteren Friedhöfen wie dem Johannis- und Frauenkirchhof angelegt worden waren, stellten geschlossene Grufthäuser eine Neuerung im Dresdner Raum dar. Sie wurden in Reihe angelegt und waren von einem gemeinsamen Dach überdeckt. Während sich im durch ein kunstvolles schmiedeeisernes Gitter verschlossenen oberirdischen Raum oft aufwändig gestaltete Epitaphe befanden, erfolgte die eigentliche Beisetzung in dem mehrere Meter tiefen Gewölbe unter dem Aufbau. Die Grufthäuser wie auch die Schwibbogengrüfte waren begehrt und wurden durch Erbpacht vergeben; konnten als Teil des Privatbesitzes auch verkauft werden.  In der Folgezeit wurden auch Erbbegräbnisstätten durch kleineren Gruftausbau im übrigen Gelände angelegt. Die Gräber, mit Ausnahme derer an der Friedhofsmauer, sind nach Osten ausgerichtet. Das Totenbettmeisterhaus, das die Reihe der Grufthäuser unterbricht, wurde erst 1864 im Zuge einer Straßenbegradigung errichtet.
Der Friedhof entwickelte sich auch wegen seiner Grufthäuser in der Zeit Friedrich Augusts I. zur bevorzugten Ruhestätte des Adels und der wohlhabenden Bürger der Stadt. Zur Unterscheidung vom älteren Johannisfriedhof war jetzt die Bezeichnung „Neuer Kirchhof“ üblich, so auch auf der ersten Zeichnung der Erweiterung im Jahr 1724. Wenig später begann sich die Bezeichnung Elias-Kirchhof nach dem Propheten Elija, der Tote erwecken konnte, durchzusetzen. Der erste Beleg dafür findet sich bei Johann Christian Crell. Eine Entlastung des sich bald füllenden Eliasfriedhofs erfolgte durch die Anlage des Trinitatisfriedhofs im Jahr 1815. Dort wurden dann Mitte des 19. Jahrhunderts zehnmal so viel Bestattungen vorgenommen wie auf dem Eliasfriedhof, wofür vor allem Platzmangel verantwortlich war.

### Der Eliasfriedhof seit seiner Schließung 1876 bis 1945

Ansicht um 1910

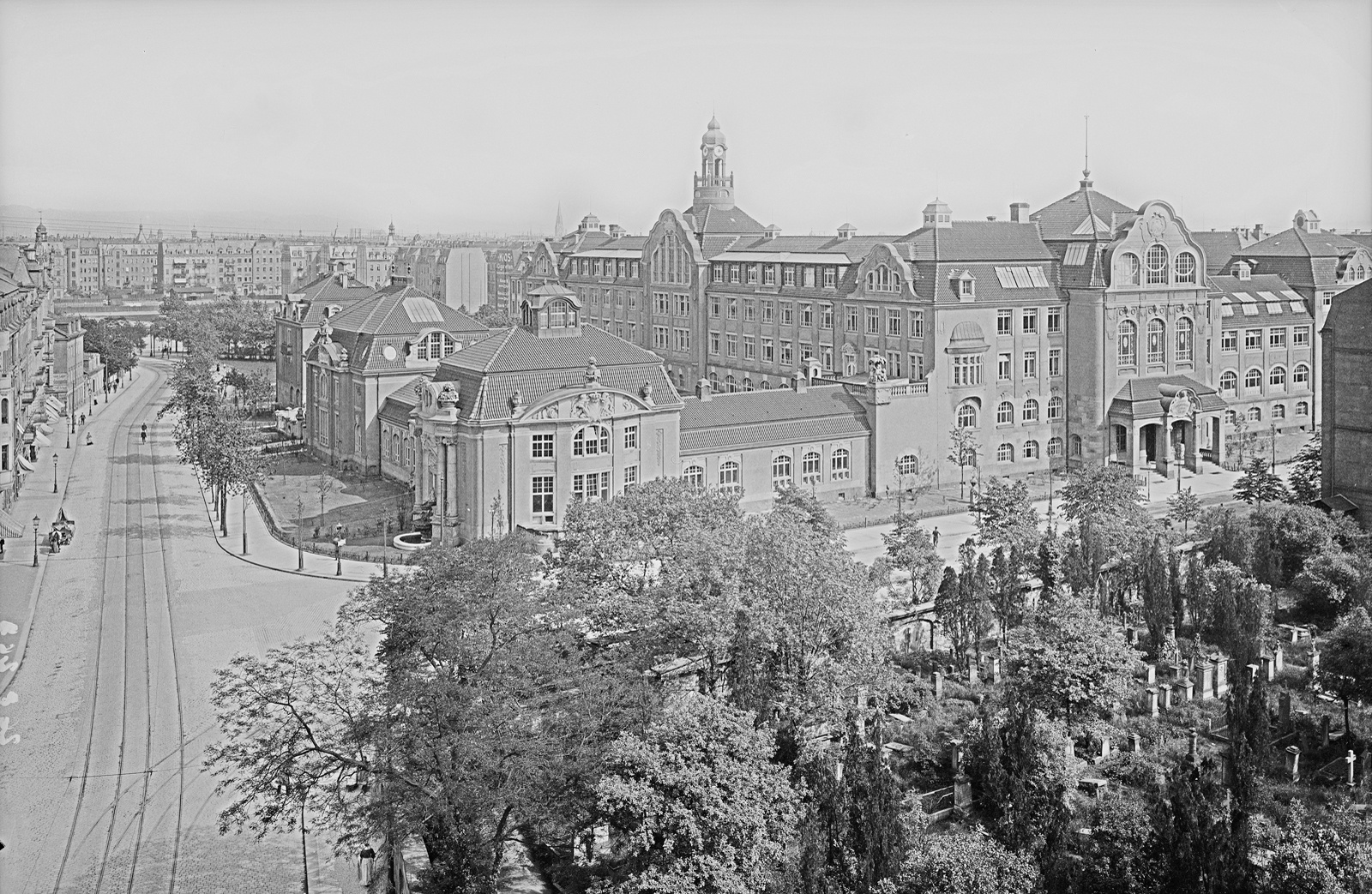
Eliasfriedhof im Vordergrund 1915 mit ursprünglicher Friedhofsmauer vor der Erweiterung des Güntzplatzes

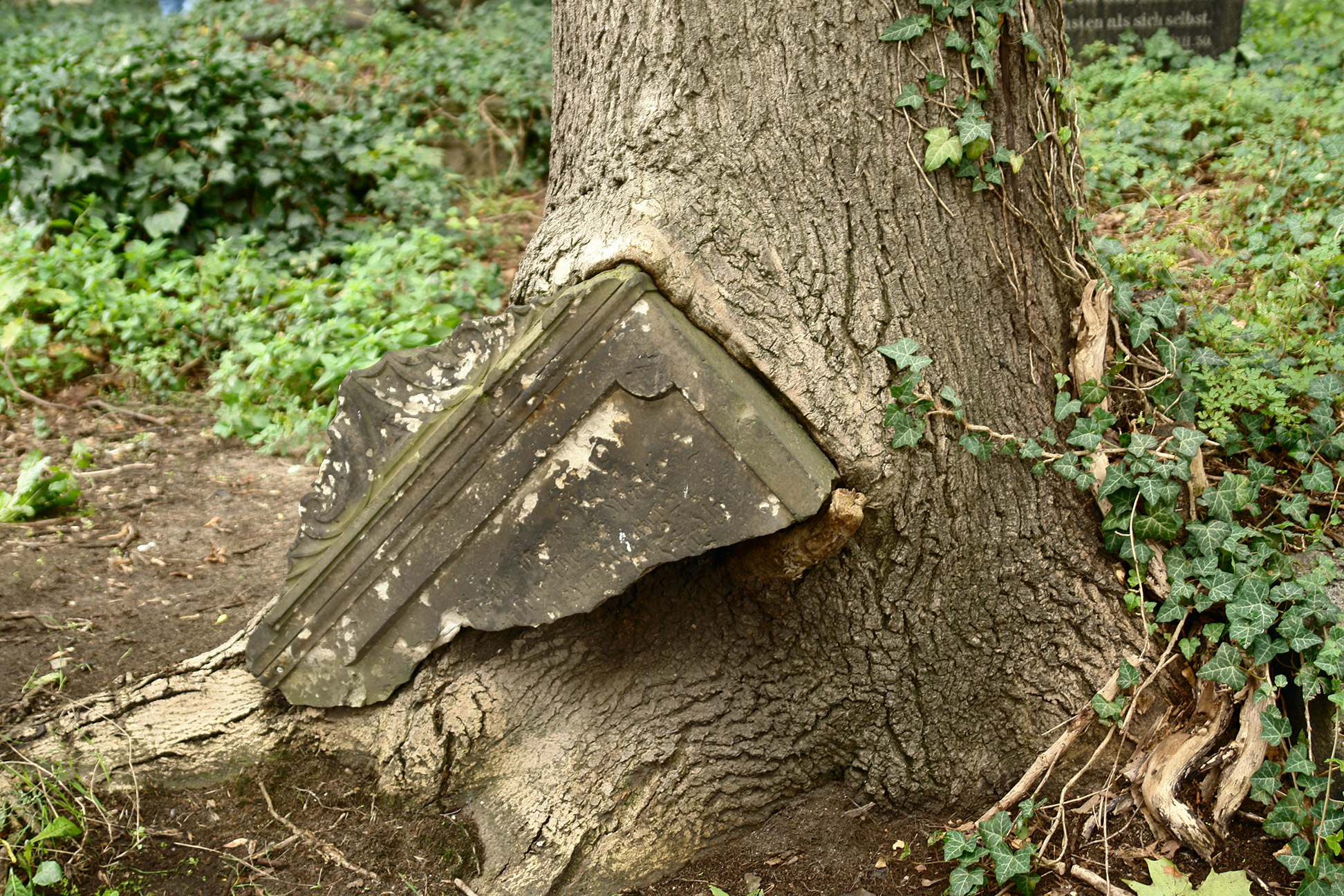
Durch Wurzelwerk zerstörte Grabplatte

Auf Grund eines medizinischen Gutachtens beschlossen die Stadtverordneten Dresdens im August 1864 nach langer Diskussion die Schließung des Eliasfriedhofs. Dafür waren hygienische Bedenken maßgeblich, weil sich bewohnte Gebäude der Stadt dem Friedhof immer mehr annäherten. Aber erst am 13. August 1866 gab die Kirchen-Inspektion bekannt, dass die Schließung in Abstimmung mit der Königlichen Superintendentur, dem Rath zu Dresden und mit Zustimmung des Stadtverordneten-Collegiums sowie mit Genehmigung der Königlichen Kreisdirektion am 4. Mai 1866 in Aussicht genommen sei. Bestehende Grüfte und Grabstellen konnten für weitere 10 Jahre genutzt werden, soweit sie nicht schon vollständig mit Särgen besetzt waren. Denjenigen, die einen Anspruch auf eine Gruft- oder Grabnutzung nachweisen konnten, wurde unentgeltlich eine andere Grabstelle auf dem Trinitatisfriedhof zugewiesen. Am 21. Juni 1876 fand die letzte Bestattung auf dem Eliasfriedhof statt.
Der Friedhof verfiel in den folgenden Jahren zunehmend. Die Grufthäuser im westlichen Teil des Friedhofs waren bereits um 1890 baufällig, weshalb im Jahr darauf die Dächer auf den Grüften 1 bis 10 abgebrochen wurden. Die Güntzgruft blieb vorerst unverändert erhalten. Deren Dach war dann 1925 baufällig und wurde im Auftrag vom Rat der Stadt – Hochbauamt unter Rückbau zu einem Flachdach repariert. Um 1900 begann sich der Efeu auf dem Friedhofsgelände auszubreiten, der ganze Grabfelder überwuchs und den Sandsteingrabmalen zusetzte. Als romantischer Ort wurde er jedoch auch Inspirationsquelle für Maler: Max Pechstein beispielsweise schuf 1906 sein Gemälde Eliasfriedhof in Dresden, während Franz Radziwill den Eliasfriedhof 1927 und 1928 in einem Aquarell und einem Ölgemälde festhielt.
Auf Antrag des »Vereinigten Bezirks- und Bürgervereins der Pirnaischen Vorstadt« wurde im September 1907 durch den für die Öffentlichkeit weitgehend geschlossenen Friedhof von der Pestalozzi Straße (damalige Schreibweise, heute Pestalozzistraße) zur Lothringer Straße ein Fußweg angelegt, der mit Holzzäunen gegen das Friedhofsareal abgetrennt wurde. „… wie eine tiefe, nie zu heilende Wunde schneidet seit einigen Jahren ein häßlicher, eingepfählter Weg den Kirchhof in zwei Teile und das Trippeltrappel vieler eiliger Menschenfüße tönt nun tagtäglich hinab zu den Schläfern unterm grünen Rasen“, beklagte der Landesverein Sächsischer Heimatschutz 1912. 1915 legte Oberbürgermeister Otto Beutler die Anregung vor, eine Gedächtnishalle für die im Ersten Weltkrieg gefallenen Dresdner unentgeltlich einzurichten. Dafür gab es von Seiten der Kirche keine Zustimmung, vielmehr sollte das Gelände verkauft oder ersatzweise gegen städtisches Grundeigentum getauscht werden. Insofern hatte das Ersuchen des Stadtrats, 1918 einen Kinderspielplatz einrichten zu wollen, keine Chance und wurde mit Hinweis auf Verletzung der Pietät rundheraus abgelehnt. In der Folge verfiel der Friedhof, dessen Zukunft ungewiss war und in dessen Pflege kaum investiert wurde. Es kam vermehrt zu Vandalismus an den Grabmälern und den Grüften. Grabsteine hatten sich über die Jahrzehnte gelockert und Grüfte waren einsturzgefährdet, sodass der Friedhofsdurchgang 1924 aus verkehrs- und sicherheitspolizeilichen Gründen wieder geschlossen wurde. Das Landeskonsistorium genehmigte auf Antrag die vollständige Schließung sowie die bereits ab 1916 mögliche Säkularisierung. Diese wurde daraufhin von dem verantwortlichen Friedhofsausschuss unter dessen Vorsitzenden Superintendent Ficker zum 18. Juli 1928 vollzogen. Zur Sicherung der Anlage wurde 1932 das Totenbettmeisterhaus einem Friedhofsarbeiter vom Trinitatisfriedhof gegen geringe Miete als Dienstwohnung mit der Verpflichtung überlassen, auf dem Friedhof Aufsicht zu führen. Bereits im Vorjahr waren die Reste der westlichen Gruftbauten abgetragen und die Grüfte verfüllt worden. Die Grufthäuser im Norden wurden hingegen 1939 neu gedeckt.

### Der Eliasfriedhof nach 1945
Während der Luftangriffe auf Dresden im Februar 1945 wurden die noch vorhandenen Grufthäuser sowie das Totenbettmeisterhaus zerstört, dessen Ruine nach 1966 abgetragen wurde. Weitere Schäden, die jeweils vom Einschlag einer Stabbrandbombe herrühren, lassen sich auf einigen Grabplatten nachweisen. Im Jahr 1948 wurde ein schmaler Streifen des östlichen Friedhofsteils bei der Erweiterung des Güntzplatzes aufgegeben. Die neue östliche Friedhofsmauer wurde durch Eisengitter unterbrochen, die durch Vermittlung des Amtes für Denkmalspflege hierher gelangten. Der Eliasfriedhof verfiel im Laufe der Jahre weiter und verwilderte insbesondere durch einen massiven, mehrere Meter hohen Ahornbewuchs.
Eigentümer des Friedhofs ist das Ärar des Elias-, Trinitatis- und Johannisfriedhofes zu Dresden, dem jedoch durch fehlende Einnahmen seit der Schließung 1876 die Mittel zum Erhalt des Friedhofs fehlen. Die daher bereits seit 1927 mit Unterbrechungen laufenden Verhandlungen zum Verkauf des Friedhofs mündeten am 13. Januar 1989 in eine rechtsverbindliche »Vereinbarung zur Sicherung, Erhaltung und teilweise Rekonstruktion des Eliasfriedhofes in Dresden sowie seine Überführung in Volkseigentum« mit dem Rat der Stadt Dresden. Im Jahr 1995 wurde vom Stadtrat jedoch mit Verweis auf den Wegfall der Vertragsgrundlagen durch die geänderten gesellschaftlichen Verhältnisse nach der Wende erklärt, das die Vereinbarung hinfällig sei.
Die Kosten für eine teilweise Instandsetzung des Friedhofs wurden auf 850.000 bis 1,5 Millionen DM geschätzt, wobei Nutzungsvarianten Führungen zu ausgewählten Gräbern bekannter Persönlichkeiten und den Wiederaufbau der Bährschen Grufthäuser sowie des Totengräberhäuschens zur Einrichtung eines Museums umfassten. Daraufhin gründete sich im November 1998 der „Förderverein Eliasfriedhof Dresden e. V.“, der sich für den Erhalt und die Pflege des Friedhofs einsetzt. Der Verein befreite den Friedhof von Wildwuchs und sicherte Grabstellen, sodass das Gelände ab September 1999 eingeschränkt für die Öffentlichkeit geöffnet werden konnte. Durch Spendengelder konnten zunächst offene Grüfte geschlossen und Grabsteine wieder aufgestellt werden. Von 1999 bis 2002 wurden zwölf erhaltene Grufthäuser George Bährs an der Nordmauer des Eliasfriedhofs restauriert. Vier weitere Grufthäuser, die kurz vor Beginn der Sanierungsarbeiten 1999 während eines Sturms zerstört wurden, wurden Ende 2016 wieder errichtet. Im April 2017 pflanzten Mitglieder der Stiftung Frauenkirche Dresden anlässlich des 500. Jahrestags der Reformation eine Lutherbuche. Die Grufthalle der Familie Güntz ist zwischenzeitlich wieder hergestellt worden, und zwar angepasst an den Zustand von vor 1925. 
Eine öffentliche Zugängigkeit des Friedhofs ist aufgrund von Sicherheitsbedenken und zum Schutz der wertvollen Bausubstanz derzeit nur zu einem ausgewählten Termin, dem so bezeichneten „Friedhofsfreitag“ möglich (eine vierstündige allgemeine Öffnung an jedem Freitag), der 2024 erstmals angeboten und 2025 bis Oktober durch den Förderverein, der zwischenzeitlich erheblichen Mitgliederzuwachs erfuhr, abgesichert wird bzw. werden kann. Der Förderverein organisiert darüber hinaus Führungen auf dem Friedhof; Termine sind dessen Website zu entnehmen. Ehrgeiziges nächstes Ziel des Fördervereines ist, das ehemalige und abgebrochene Totenbettmeisterhaus wieder aufzubauen.

## Bedeutende Grabstätten
Aus den Anfangsjahren des Eliasfriedhofs sind keine Grabmäler erhalten. Das älteste bekannte Grabmal auf dem Friedhof ist das des Offiziers Johann Georg Lichtenegger (1672–1729). Der jüngste Grabstein des Friedhofs ist der des 1840 verstorbenen Geodäten Wilhelm Gotthelf Lohrmann. Der Grabstein in Form eines Sandsteinquaders war so stark verwittert, dass er im Jahr 2008 durch den Steinmetzmeister Elmar Vogel aus Dresden durch eine Kopie ersetzt wurde. Der originale Grabstein trug ein Kreuz aus Sandstein, das bereits bei der Neufassung der Inschrift anlässlich der Jahrhundertfeier der Technischen Hochschule Dresden 1928 nicht mehr vorhanden war. Der erhaltene Teil des ursprünglichen Grabmals wird in einem Grufthaus aufbewahrt.

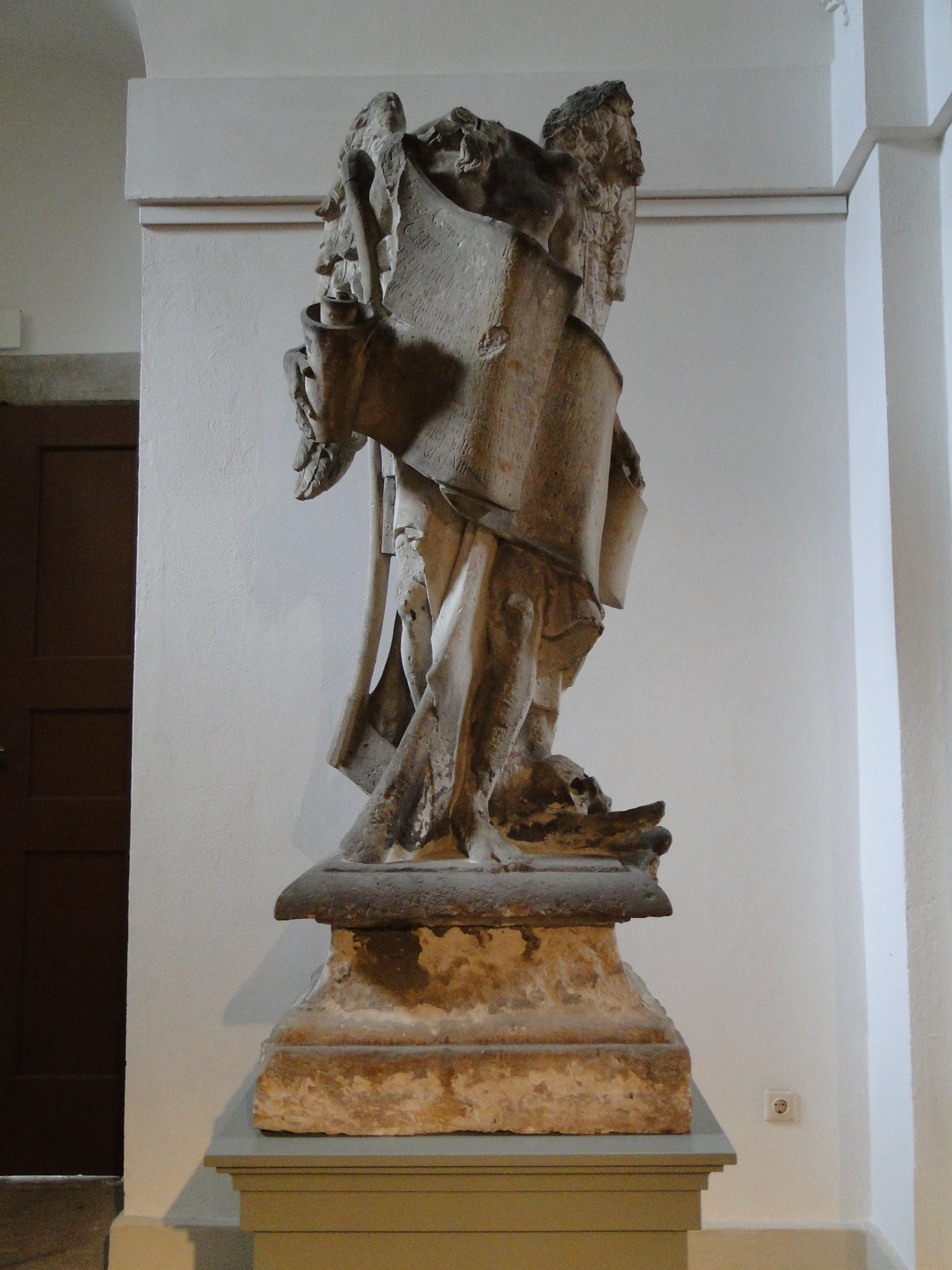
Grabmal der Familie Weinlig, 2014 im Palais im Großen Garten

Zahlreiche Grabmale des Friedhofs wurden von namhaften Künstlern entworfen oder geschaffen. Das Grab des Komponisten Johann Gottlieb Naumann schuf vermutlich Franz Pettrich. Bei der Grabinschrift handelt es sich um ein von Christian Gottfried Körner verfasstes Gedicht. Der Grabstein selbst wurde von Körner und weiteren Freunden Naumanns gestiftet. Eine Kopie der Grabplatte befindet sich im Lapidarium des Loschwitzer Kirchhofs. Pettrich werden weitere Grabmale zugeschrieben, so das des Hofkellermeisters Johann Gottlieb Hock (1739–1810).
Der Bildhauer Johann Christian Kirchner entwarf sein eigenes Grabmal, das einen lebensgroßen Chronos mit Stundenglas zeigt. Die Ausführung geschah durch seinen Bruder Gottlieb Kirchner. Caspar David Friedrich entwarf die Grabmäler von Christian Ernst Ulrici (1750–1825), Augusta Kind und dem Major Ernst Müller. Ausgeführt wurden die Entwürfe Friedrichs von Christian Gottlieb Kühn. Kühn schuf auch die Engelsfiguren am Grabstein von Gottlob Friedrich Thormeyer, den dieser selbst entworfen und geschaffen hatte. Das Grabmal für Christian Gottlieb Welker stammt von Johann Christian Feige d. J., Sohn von Johann Christian Feige.
Im Jahr 1857 fand der Maler Johan Christian Clausen Dahl auf dem Eliasfriedhof seine letzte Ruhe. Seine Gebeine wurden am 29. Mai 1934 an seinen Geburtsort Bergen übergeführt, wo ihm ein monumentales Grabmal errichtet wurde. Der einfache Grabstein Dahls, der seinen Vornamen mit „Johann“ falsch angibt, verblieb auf dem Eliasfriedhof und ist einer der wenigen Steine, die nicht in Sandstein ausgeführt wurden.

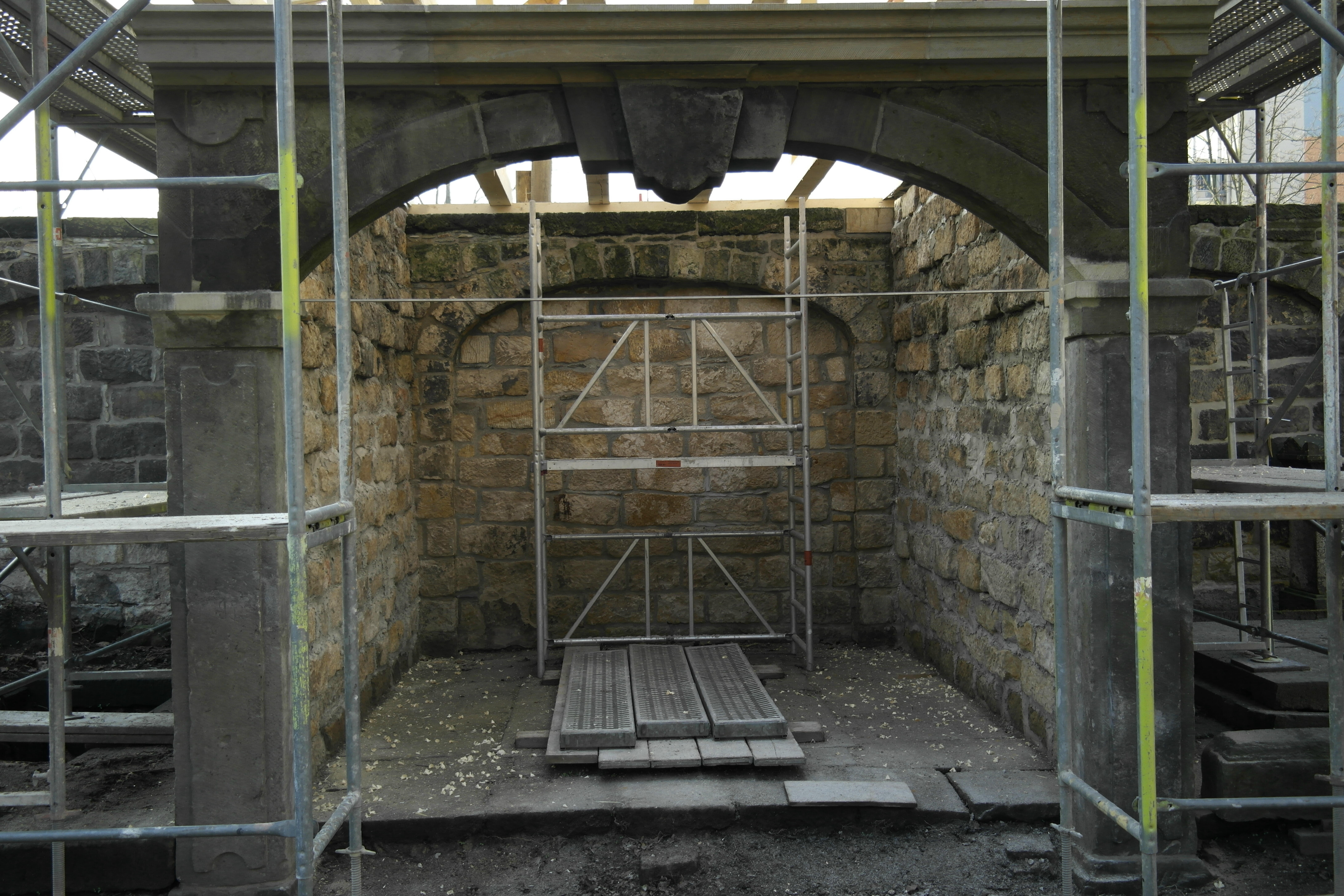
Rekonstruktion des Güntzgrufthauses im Dezember 2015

Der Dresdner Mäzen Justus Friedrich Güntz fand seine letzte Ruhestätte in einem Grufthaus an der Westmauer des Friedhofs. Nach Abtragen der dortigen Grufthäuser in den 1930er-Jahren blieb seine Gruft als einzige aufgrund der Bedeutung des Bestatteten für die Stadt Dresden erhalten. Sie wurde bei der Bombardierung Dresden 1945 schwer beschädigt und musste wegen des schlechten Allgemeinzustandes nach 1950 oberirdisch abgetragen werden. Seit 2011 engagierte sich der Förderverein des Eliasfriedhofs für eine Rekonstruktion des Grabes. Von Oktober bis Dezember 2015 erfolgte die Rekonstruktion sowie am 31. Mai 2016 die Wiedereinweihung der Güntzgruft.
1973 wurden mehrere Grabmale zum Schutz vor Witterungseinflüssen in die Werkstatt des Bildhauers Werner Hempel gebracht. Um sie der interessierten Öffentlichkeit wieder sichtbar zu machen, befanden sich drei Grabsteine seit 1987 im Palais im Großen Garten. Im November 2015 kehrte dann die sogenannte „Schlangenvase“ der Familiengrabstätte Walter, und im Juni 2021 die Grabmale der Familie Damoiseau, der Familie Weinlig sowie das von Johann Christian Kirchner auf den Eliasfriedhof zurück.

## Persönlichkeiten, die hier ihre letzte Ruhestätte gefunden haben

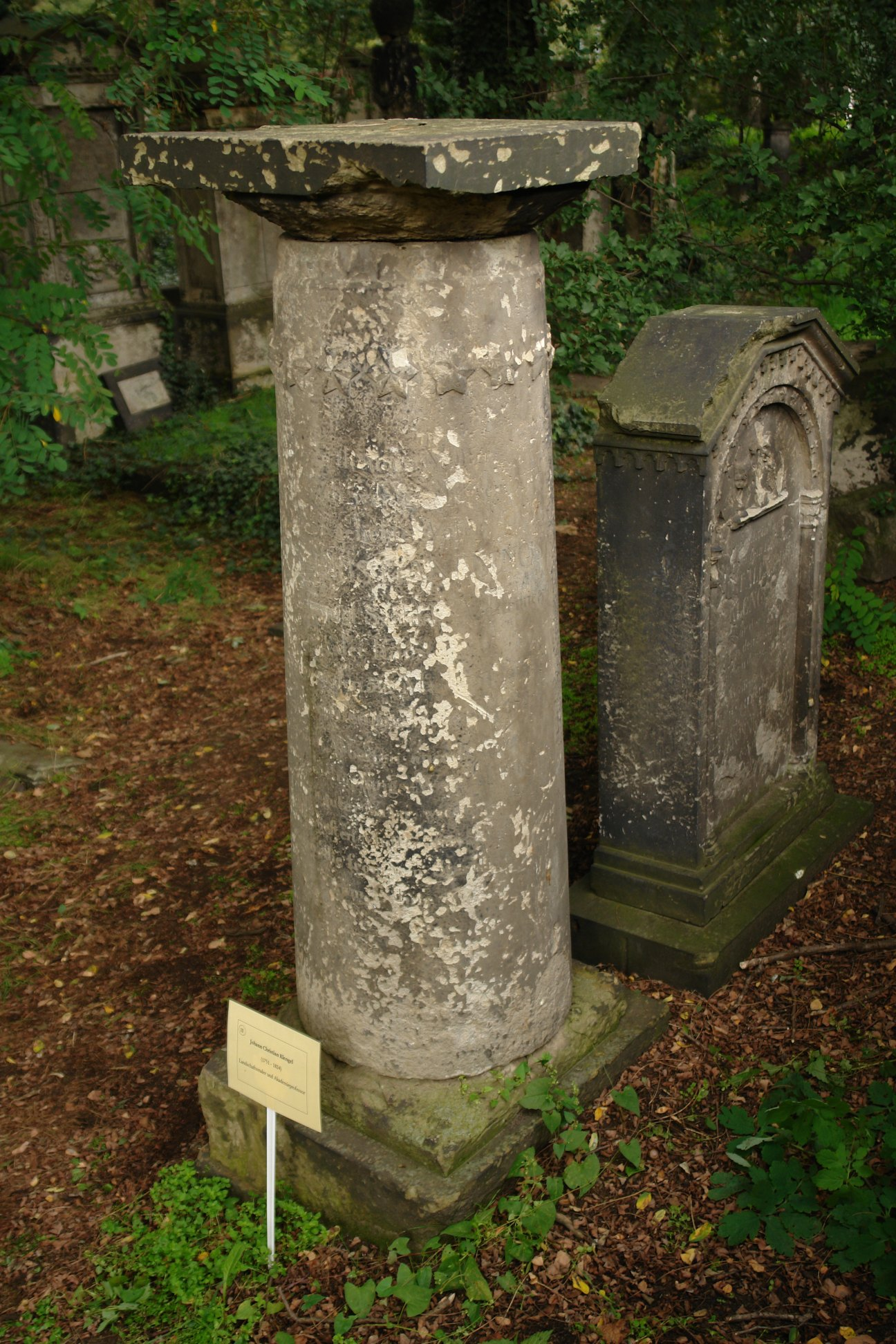
Grab von Johann Christian Klengel (vorn) und August Alexander Klengel

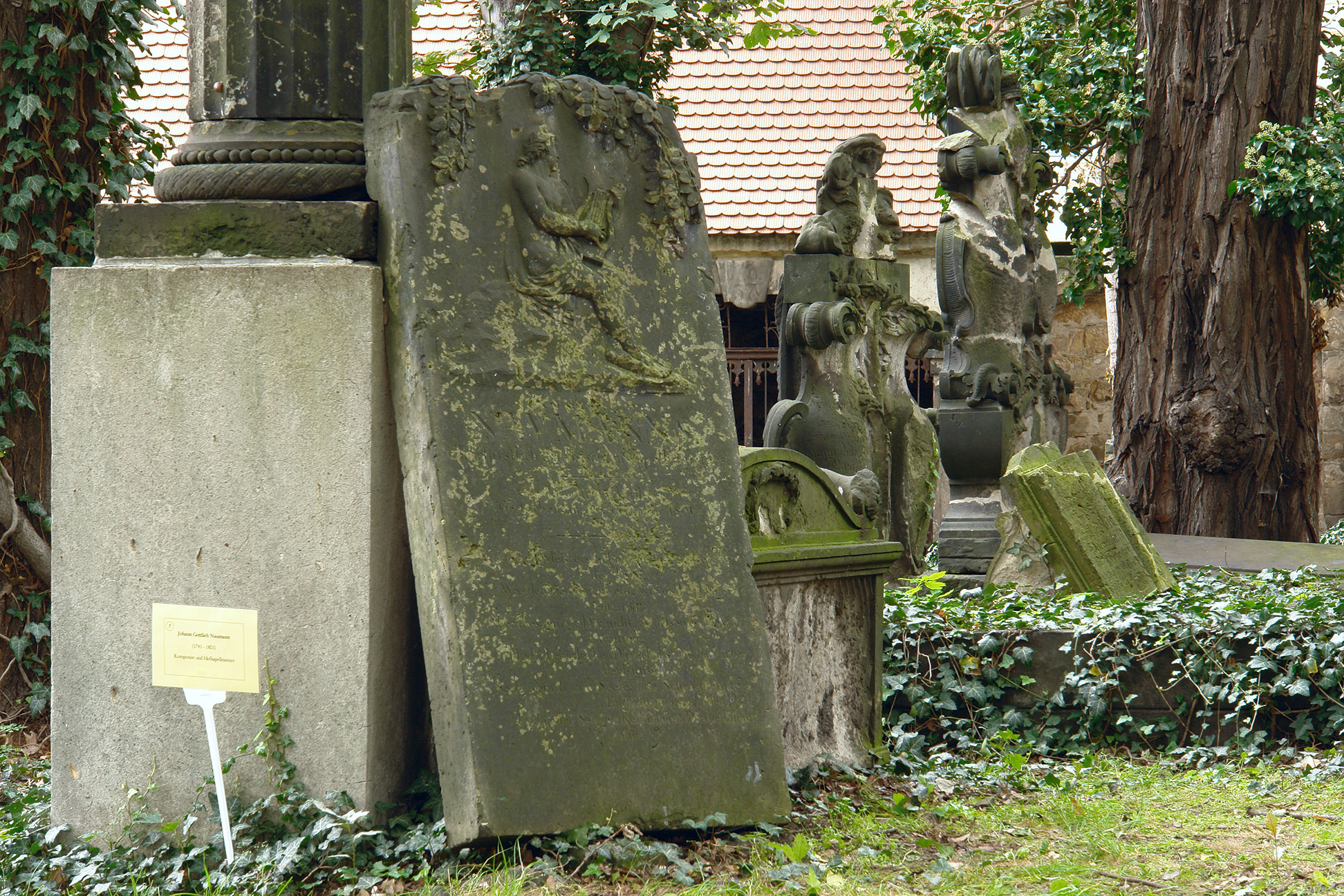
Grab von Johann Gottlieb Naumann

- August von Ammon (1799–1861), Augenarzt, Grablage: B4-14
- Christoph von Ammon (1766–1850), evangelischer Theologe, Grablage: B4-15
- Ernst Ehrenfried Blochmann (1789–1862), Gründer der Blochmannschen Druckerei, Grablage: S80 (seit der Landabtretung 1948 nicht mehr vorhanden)
- Carl August Böttiger (1760–1835), Schriftsteller und Pädagoge, Grablage: C7-36
- Johan Christian Clausen Dahl (1788–1857), norwegischer Maler, Gebeine 1934 nach Bergen übergeführt, ehemalige Grablage: A21-14
- Ernst Theodor Echtermeyer (1805–1844), Schriftsteller und Literaturhistoriker, Grablage: C8-27
- Johann August Giesel (1751–1822), Architekt, Grablage: C2-1
- Friedrich Ferdinand Gottlieb von Globig (1771–1852), Geheimer Rat und Oberkammerherr, Grablage: C12-14
- Justus Friedrich Güntz (1801–1875), Redakteur und Stifter, Grufthaus 11
- Peter Carl Wilhelm von Hohenthal (1754–1825), Konferenzminister, Grablage: C9-2
- Johann Adam Gottlieb Kind (1747–1826), Richter und Rechtswissenschaftler
- Johann Christian Kirchner (1691–1732), Hofbildhauer, Grablage: A27-14
- August Alexander Klengel (1783–1852), Komponist, Grablage: A2-4
- Johann Christian Klengel (1751–1824), Maler, Grablage: A2-3
- Johann Gottlieb Kotte (1797–1857), Hornist, Grablage: A22-15
- Wilhelm Gotthelf Lohrmann (1796–1840), Geodät und Topograph, Grablage: D22-2
- Carl Christian Meinhold (1740–1827), Buchdrucker, Grablage: D9-2
- Johann Gottlieb Morgenstern (1687–1763), Hofmusiker, Grablage: Grufthaus 29
- Johann Gottlieb Naumann (1741–1801), Komponist, Grablage: D5-6
- Ludwig Ferdinand Pauli (1793–1841), Schauspieler, Grablage: B15-2
- Traugott Leberecht Pochmann (1762–1830), Maler, Grablage: B18-14
- Adelheid Reinbold (1800–1839), Schriftstellerin
- Franz Volkmar Reinhard (1753–1812), evangelischer Theologe, Grablage: C9-3, 1825 vom Johanniskirchhof übergeführt
- Johanne Justine Renner (1763–1856), bekannt als „Gustel von Blasewitz“, Grablage: D10-1
- Christian Gottlob Roßberg (1740–1822), Registrator, Schreibmeister und Kalligraphielehrer, Ratsgruft
- Johann Christian Schöttgen (1687–1751), Pädagoge und Historiker, Grablage unbekannt[48][49]
- Carl Christian Seltenreich (1765–1836), evangelischer Theologe, Grablage: S114
- Gottlob Friedrich Thormeyer (1775–1842), sächsischer Hofbaumeister, Grablage: C5-32
- Karl Christian Tittmann (1744–1820), Superintendent, Ratsgruft
- Karl August Tittmann (1775–1834), Jurist und Beamter, Ratsgruft
- Johann August Tittmann (1774–1840), königl.-sächs. Bergrath, Grablage: A12-21
- Friedrich Wilhelm Tittmann (1784–1864), Archivar, Ratsgruft
- Christian Heinrich Voigt (1727–1792), Gold- und Silberfabrikant, Grufthaus 28
- Christoph Theodosius Walther (1699–1741), Prediger und Missionar, Grablage: A31-20
- Christian Weinlig (1681–1762), Bürgermeister, Grufthaus 37
- Christian Ehregott Weinlig (1743–1813), Kreuzkantor und Komponist, Grufthaus 37
- Christian Traugott Weinlig (1739–1799), Architekt, Grufthaus 37
- Eduard Zeis (1807–1868), Chirurg, Grablage: C5-42
- Johann Gottlieb Zillmann (1786–1846), Stadtmusikus, Grablage: S92